# Премия «Золотой орёл» за лучшую мужскую роль второго плана
Премия «Золотой орёл» за лучшую мужскую роль второго плана вручается ежегодно Национальной Академией кинематографических искусств и наук России, начиная с первой церемонии в 2003 году.

## Список лауреатов и номинантов
★ Победители выделены отдельным цветом. 

### 2000-е
| Год  | Церемония | Фотография лауреата | Актёр                               | Фильм                  | Роль              |
| ---- | --------- | ------------------- | ----------------------------------- | ---------------------- | ----------------- |
| 2003 | 1-я       |                     | ★ Владислав Галкин                  | «Дальнобойщики»        | Александр Коровин |
| 2003 | 1-я       | • Анатолий Адоскин  | «Дом дураков»                       | Фуко                   |                   |
| 2003 | 1-я       | • Андрей Мягков     | «Сказ про Федота-стрельца»          | Царь                   |                   |
| 2004 | 2-я       |                     | ★ Олег Янковский                    | «Бедный, бедный Павел» | Пётр Пален        |
| 2004 | 2-я       | • Владимир Ильин    | «Идиот»                             | Лебедев                |                   |
| 2004 | 2-я       | • Сергей Гармаш     | «А поутру они проснулись»           | Урка                   |                   |
| 2005 | 3-я       |                     | ★ Богдан Ступка                     | «Водитель для Веры»    | Сергей Серов      |
| 2005 | 3-я       | • Андрей Панин      | «Водитель для Веры»                 | Савельев               |                   |
| 2005 | 3-я       | • Сергей Гармаш     | «72 метра»                          | Николай Крауз          |                   |
| 2006 | 4-я       |                     | ★ Константин Хабенский              | «Статский советник»    | Григорий Гринберг |
| 2006 | 4-я       | • Владимир Машков   | «Статский советник»                 | Тихон Богоявленский    |                   |
| 2006 | 4-я       | • Михаил Пореченков | «Солдатский декамерон»              | Пантелеев              |                   |
| 2007 | 5-я       | Виктор Сухоруков    | ★ Виктор Сухоруков                  | «Остров»               | отец Филарет      |
| 2007 | 5-я       | Виктор Сухоруков    | • Дмитрий Дюжев                     | «Остров»               | отец Иов          |
| 2007 | 5-я       | Виктор Сухоруков    | • Никита Михалков                   | «Мне не больно»        | Сергей Сергеевич  |
| 2008 | 6-я       |                     | ★ Александр Абдулов                 | «Артистка»             | Босякин           |
| 2008 | 6-я       | • Леонид Броневой   | «Простые вещи»                      | Владимир Журавлёв      |                   |
| 2008 | 6-я       | • Дмитрий Дюжев     | «Путешествие с домашними животными» | Сергей                 |                   |
| 2009 | 7-я       |                     | ★ Армен Джигарханян                 | «Исчезнувшая империя»  | дед Сергея        |
| 2009 | 7-я       | • Дмитрий Дюжев     | «Розыгрыш»                          | Александр Иванович     |                   |
| 2009 | 7-я       | • Ираклий Мсхалаиа  | «Пленный»                           | Джамал                 |                   |

### 2010-е
| Год  | Церемония | Фотография лауреата    | Актёр                          | Фильм                                                        | Роль                          |
| ---- | --------- | ---------------------- | ------------------------------ | ------------------------------------------------------------ | ----------------------------- |
| 2010 | 8-я       | Сергей Гармаш          | ★ Сергей Гармаш                | «Стиляги»                                                    | отец Мэлса                    |
| 2010 | 8-я       | Сергей Гармаш          | • Сергей Маковецкий            | «Чудо»                                                       | Кондрашов                     |
| 2010 | 8-я       | Сергей Гармаш          | • Сергей Юрский                | «Полторы комнаты, или Сентиментальное путешествие на родину» | отец Бродского                |
| 2011 | 9-я       |                        | ★ Виктор Сухоруков             | «Овсянки»                                                    | Всеволод Сергеев              |
| 2011 | 9-я       | • Андрей Панин         | «Кандагар»                     | штурман Готов                                                |                               |
| 2011 | 9-я       | • Владимир Машков      | «Кандагар»                     | Серёга, второй пилот                                         |                               |
| 2012 | 10-я      |                        | ★ Богдан Ступка                | «Дом»                                                        | Григорий Шаманов              |
| 2012 | 10-я      | • Николай Бурляев      | «Мастер и Маргарита»           | Иешуа Га-Ноцри                                               |                               |
| 2012 | 10-я      | • Михаил Ефремов       | «Generation П»                 | Леонид (Легион) Азадовский                                   |                               |
| 2013 | 11-я      |                        | ★ Андрей Смоляков              | «Высоцкий. Спасибо, что живой»                               | Виктор Бехтеев, полковник КГБ |
| 2013 | 11-я      | • Андрей Панин         | «Орда»                         | хан Тинибек                                                  |                               |
| 2013 | 11-я      | • Дмитрий Астрахан     | «Высоцкий. Спасибо, что живой» | Леонид Фридман                                               |                               |
| 2014 | 12-я      |                        | ★ Владимир Меньшов             | «Легенда № 17»                                               | Эдуард Борисович Балашов      |
| 2014 | 12-я      | • Александр Робак      | «Географ глобус пропил»        | Максим Будкин                                                |                               |
| 2014 | 12-я      | • Ян Цапник            | «Горько!»                      | Борис Иванович                                               |                               |
| 2015 | 13-я      |                        | ★ Роман Мадянов                | «Левиафан»                                                   | Вадим Сергеевич Шелевят, мэр  |
| 2015 | 13-я      | • Владимир Ильин       | «Поддубный»                    | менеджер Поддубного                                          |                               |
| 2015 | 13-я      | • Виктор Сухоруков     | «Weekend»                      | следователь                                                  |                               |
| 2016 | 14-я      |                        | ★ Дмитрий Астрахан             | «Конец прекрасной эпохи»                                     | Миша Шаблинский, журналист    |
| 2016 | 14-я      | • Ян Цапник            | «Призрак»                      | Гена (Геннадий Ильич)                                        |                               |
| 2016 | 14-я      | • Евгений Цыганов      | «Про любовь»                   | Борис                                                        |                               |
| 2017 | 15-я      |                        | ★ Сергей Шакуров               | «Экипаж»                                                     | Игорь Гущин                   |
| 2017 | 15-я      | • Сергей Газаров       | «Экипаж»                       | Петр Шестаков                                                |                               |
| 2017 | 15-я      | • Роман Мадянов        | «Монах и бес»                  | архиерей (епископ)                                           |                               |
| 2018 | 16-я      |                        | ★ Владимир Ильин               | «Время первых»                                               | Сергей Королёв                |
| 2018 | 16-я      | • Евгений Миронов      | «Карп отмороженный»            | Олег                                                         |                               |
| 2018 | 16-я      | • Александр Самойленко | «Салют-7»                      | Валерий Шубин                                                |                               |
| 2019 | 17-я      |                        | ★ Кирилл Зайцев                | «Движение вверх»                                             | Сергей Белов                  |
| 2019 | 17-я      | • Олег Меньшиков       | «Гоголь. Страшная месть»       | Яков Петрович Гуро                                           |                               |
| 2019 | 17-я      | • Андрей Смоляков      | «Движение вверх»               | Григорий Моисеев                                             |                               |

### 2020-е
| Год  | Церемония | Фотография лауреата    | Актёр                      | Фильм                                | Роль                    |
| ---- | --------- | ---------------------- | -------------------------- | ------------------------------------ | ----------------------- |
| 2020 | 18-я      |                        | ★ Иван Янковский           | «Текст»                              | Пётр Хазин              |
| 2020 | 18-я      | • Евгений Цыганов      | «Одесса»                   | Борис                                |                         |
| 2020 | 18-я      | • Виктор Добронравов   | «Т-34»                     | Степан Василёнок                     |                         |
| 2021 | 19-я      |                        | ★ Александр Домогаров      | «Союз спасения»                      | граф Михаил Милорадович |
| 2021 | 19-я      | • Иван Колесников      | «Союз спасения»            | император Николай I                  |                         |
| 2021 | 19-я      | • Александр Яценко     | «Стрельцов»                | Постников                            |                         |
| 2022 | 20-я      |                        | ★ Иван Янковский           | «Огонь»                              | Роман Романович Ильин   |
| 2022 | 20-я      | • Тимофей Трибунцев    | «Капитан Волконогов бежал» | майор Головня                        |                         |
| 2022 | 20-я      | • Алексей Гуськов      | «Серебряные коньки»        | министр Николай Николаевич Вяземский |                         |
| 2023 | 21-я      |                        | ★ Евгений Миронов          | «Сердце Пармы»                       | епископ-креститель Иона |
| 2023 | 21-я      | • Владимир Вдовиченков | «Чемпион мира»             | Павел Трофимович Градов              |                         |
| 2023 | 21-я      | • Андрей Мерзликин     | «Первый Оскар»             | Илья Копалин                         |                         |
| 2024 | 22-я      |                        | ★ Евгений Ткачук           | «Праведник»                          | Ферзь (Никишин)         |
| 2024 | 22-я      | • Максим Лагашкин      | «1993»                     | Михаил                               |                         |
| 2024 | 22-я      | • Игорь Гордин         | «Императрицы»              | Александр Данилович Меншиков         |                         |
| 2025 | 23-я      |                        | ★ Раман Мадянов            | «Любовь Советского Союза»            | Кононыхин               |
| 2025 | 23-я      | • Александр Петров     | «Сто лет тому вперёд»      | Весельчак У                          |                         |
| 2025 | 23-я      | • Антон Шагин          | «Воздух»                   | Владимир                             |                         |

## Лидеры среди лауреатов

### 2 премии
1. Богдан Ступка (2005 — Водитель для Веры, 2012 — Дом) — 2 номинации
2. Виктор Сухоруков (2007 — Остров, 2011 — Овсянки) — 3 номинации
3. Иван Янковский (2020 — Текст, 2022 — Огонь) — 2 номинации

## Лидеры среди номинантов

### 3 номинации
1. Сергей Гармаш (2004 — А поутру они проснулись, 2005 — 72 метра, 2010 — Стиляги) — 1 премия
2. Владимир Ильин (2004 — Идиот, 2015 — Поддубный, 2018 — Время первых) — 1 премия
3. Андрей Панин (2005 — Водитель для Веры, 2011 — Кандагар, 2013 — Орда)
4. Дмитрий Дюжев (2007 — Остров, 2008 — Путешествие с домашними животными, 2009 — Розыгрыш)
5. Виктор Сухоруков (2007 — Остров, 2011 — Овсянки, 2015 — Weekend) — 2 премии